# Ministeraffären vid tillsättandet av regeringen Reinfeldt 2006
Affärerna vid tillsättandet av Regeringen Reinfeldt 2006 var granskningar om oegentligheter som blossade upp kring de nyutsedda ministrarna vid bildandet av regeringen Reinfeldt i Sverige i oktober 2006. Främst handlade det om Maria Borelius, Cecilia Stegö Chilò och Tobias Billström, och det ledde till avgångar inom ett par veckor för de två förstnämnda. Affärerna uppmärksammades även utanför Sverige. Efter valet 2010 bildade Reinfeldt åter regering. Han kallade till sig alla nyutsedda ministerkandidater för att de skulle redovisa eventuella tidigare övertramp, så att de kunde förekomma granskningar. Kandidaterna kunde sedan uttala sig i media och ändå ha stöd hos partiledningen.

## TV-licensen
Under granskningen fick utebliven betalning av TV-licensen särskild betydelse. Ingen av de tre hårdast drabbade hade betalat TV-licens under lång tid, men betalningar gjordes strax innan de tillträdde och under granskningen. Både Cecilia Stegö Chilò och Tobias Billström tillstod att de inte betalat på grund av politiska ställningstaganden i sin ungdom, som en protesthandling, och att det sedan gått slentrian i det. Moderaternas ungdomsföreningar hade en längre tradition av att protestera mot TV-licensen. Till exempel lanserade Moderata ungdomsförbundet kampanjen "Det är fel att betala TV-licens", 1989, efter att moderata studentföreningar som Heimdal och Fria moderata studentförbundet tidigare drivit frågan. Moderaternas kanslichef Anders Borg, som senare fick finansministerposten, var drivande då och hade tidigare underlåtit att betala avgiften. Den avgående ordföranden för Moderata ungdomsförbundet, Johan Forssell som fått en riksdagsplats och utsetts till stabschef, hade inte betalat avgiften. Han började betala TV-licensen i samband med medias granskning, och hade skrivit ett blogginlägg mindre än ett år innan valet som var kritiskt till TV-licensen. I bloggen länkades till hemsidan "Hata Radiotjänst i Kiruna". Under granskningen gick också Fria moderata studentförbundet ut med ett pressmeddelande där det stod "Det är kränkande att betala TV-avgift".
För Maria Borelius speladeTV-licensen mindre roll i sammanhanget, där var hennes privatekonomi och skatteplanering mer avgörande. För Cecilia Stegö Chilò, som hade kulturministerposten, blev TV-licensen särskilt besvärande eftersom hon då var ytterst ansvarig för Sveriges Television, Sveriges Radio och public servicefrågor, men hon hade också betalat svarta för barnflickor. Hon lämnade sitt uppdrag någon dag efter Borelius. Migrationsminister Tobias Billström sjukskrev sig ett par dagar när frågan om TV-licens kom upp, innan han återkom och ursäktade sitt beteende. Han fick sedermera behålla ämbetet. Även Anders Borg och Johan Forssell satt kvar på sina respektive positioner.  

## Handelsminister Maria Borelius
Maria Borelius åtta dagar i regeringen präglades av först av att hon berättade att hon hade haft svart arbetskraft i hemmet på en direkt fråga från Svenska Dagbladet, att hon inte betalt TV-licensen och sedan granskningar av hennes privatekonomi och skatteplanering.
Frågan om svart arbetskraft ställdes med bakgrund av att regeringsbildande Alliansen inför valet diskuterade skattelättnader för hushållsnära tjänster, det som sedermera blev RUT-avdrag. Parallellt med det hade hon likt sina nya ministerkollegor Cecilia Stegö Chilò och Tobias Billström inte betalat TV-avgift, vilket Borelius och de andra ministrarna polisanmäldes för. Borelius pressekreterare hävdade att Borelius anmälning om TV-innehav glömts bort eftersom hon varit mitt uppe i en flytt tillbaka till Sverige från utlandet.
De privatekonomiska affärerna blev till slut avgörande. Borelius sommarvilla i Falsterbo, som ägdes av ett bolag i Jersey, och en våning i Cannes, som ägdes av hennes makes bolag.
Maria Borelius blev även kritiserad för oegentligheter i två bolag som hon drivit, Maria Borelius AB och dotterbolaget Mammut Television. 2006 underlät Borelius att anmäla förändringar av aktieinnehav enligt Finansinspektionens regler.
Statsminister Fredrik Reinfeldt bad den 13 oktober 2006 advokat Johan Gernandt att tillsammans med Borelius göra en granskning av hennes privatekonomi.
Lördagen den 14 oktober meddelade Reinfeldt i Ekots lördagsintervju att Borelius samma morgon begärt att få avgå från regeringen och att han accepterat hennes begäran utan invändning. Borelius avgick även som riksdagsledamot.
Tidningen Expressen tilldelades det journalistiska priset Guldspaden för avslöjandet, något som kritiserades av främst bloggare, men även mainstreamskribenter, eftersom det var bloggaren Magnus Ljungkvist som först publicerat nyheterna om Borelius inkomster och sommarhuset i Falsterbo.

## Kulturminister Cecilia Stegö Chilò
Cecilia Stegö Chilòs sågs som en stor överraskning när hon presenterades som kulturminister. Hon var då VD för den nyliberala tankesmedjan Timbro den bakgrunden gjorde att hon delvis sågs med skepsis. Samtidigt med Borelius berättade hon om att hon haft svart städhjälp. När det framkom att hon inte hade betalat TV-avgiften på åtminstone 16 år och att hennes make anmälde TV-innehav fem dagar innan hon fick tjänsten, ifrågasattes om hon var lämplig att vara kulturminister med ansvar för public service. Den 13 oktober polisanmälde Radiotjänst Stegö Chilò för brott mot lagen om TV-avgift och tidigare hade två privatpersoner lämnat in polisanmälan.
Enligt Dagens Industri den 14 oktober 2006 vägrade hon under sin tid som VD för Stiftelsen Fritt Näringsliv att lämna in en jämställdhetsplan. Till slut fick JämO ingripa personligen.
Den 16 oktober 2006 meddelade hon sin avgång som minister.

## Migrationsminister Tobias Billström
Tobias Billström väckte uppmärksamhet under sin första vecka i regeringen, då han erkände att han medvetet avstått från att betala TV-avgift under tio år. Han avgick inte utan var migrationsminister fram till den 29 september 2014.
"Jag tyckte inte att SVT levererade bra produktioner och gillade inte licenskonstruktionen. Men efter ett tag övergick det i slentrian för jag har ju börjat titta på tv och lärt mig uppskatta SVT." - om varför han inte betalade TV-licens i tio år (2006). 

## Tidslinje
- 6 oktober, fredag – Den nya regeringen presenteras. Maria Borelius och Cecilia Stegö Chilò säger att de anlitat svart hemhjälp.
- 11 oktober – Dagens Nyheter avslöjar att Cecilia Stegö Chilò inte har betalat TV-avgift på åtminstone 16 år.[29] Det uppdagas senare samma dag att inte heller Maria Borelius eller Tobias Billström har betalat avgiften.
- 13 oktober – Borelius, Stegö Chilò och Billström polisanmäls av Radiotjänst. Det avslöjas att Maria Borelius sommarhus ägs av ett företag i Jersey.
- 14 oktober – Aftonbladet skriver att Borelius har en lägenhet i Cannes som ägs av hennes makes företag.[17] Statsminister Fredrik Reinfeldt meddelar i Ekots lördagsintervju att Borelius avgår.
- 16 oktober – Transportarbetareförbundet polisanmäler Stegö Chilò för att hon använt svart hemhjälp.[30] Den socialdemokratiska riksdagsledamoten Carina Hägg KU-anmäler Fredrik Reinfeldt angående hans metod att rekrytera ministrar. Cecilia Stegö Chilò avgår.
- 17 oktober – Det skrivs om att finansminister Anders Borg har haft städhjälp utan att betala arbetsgivaravgift. Beloppen tros dock inte ha överskridit 10.000 kronor och ministern har därför inte varit skyldig att betala arbetsgivaravgift[31]
- 19 oktober – Eva-Lena Jansson, socialdemokratisk riksdagsledamot, KU-anmäler Fredrik Reinfeldt för ministerstyre efter hans uttalande om Radiotjänsts polisanmälan.[32] Reinfeldt hade i intervjuer undrat om det verkligen var brukligt att Radiotjänst polisanmälde licensskolkare som vände sig till dem för att göra rätt för sig eller om det bara gällde ministrar.[33]